# Lédenon
Lédenon est une commune française située dans l'est du département du Gard, en région Occitanie.
Exposée à un climat méditerranéen, elle est drainée par divers petits cours d'eau. Incluse dans les gorges du Gardon, la commune possède un patrimoine naturel remarquable : trois sites Natura 2000 (« le Gardon et ses gorges », les « gorges du Gardon » et les « costières nîmoises »), un espace protégé (les « Costières de Nimes ») et deux zones naturelles d'intérêt écologique, faunistique et floristique.
Lédenon est une commune rurale qui compte 1 676 habitants en 2022, après avoir connu une forte hausse de la population depuis 1962.  Elle fait partie de l'aire d'attraction de Nîmes. Ses habitants sont appelés les Lédenonais ou  Lédenonaises.
Le patrimoine architectural de la commune comprend trois  immeubles protégés au titre des monuments historiques : le château, inscrit en 1990, l'aqueduc de Nîmes, inscrit  en 1998, et la villa solaire Gosselin, inscrite en 2011.

## Géographie

### Localisation
La commune est située à 14 km de Nîmes et 30 km d'Avignon, à proximité du Pont du Gard.
| Collias   | Vers-Pont-du-Gard | Saint-Bonnet-du-Gard |
| Cabrières | Lédenon           | Sernhac              |
| Bezouce   |                   | Meynes               |

### Hydrographie et relief
Le village est situé à la limite nord des Costières de Nîmes.

### Climat
Pour des articles plus généraux, voir Climat de l'Occitanie et Climat du Gard.
En 2010, le climat de la commune est de type climat méditerranéen altéré, selon une étude s'appuyant sur une série de données couvrant la période 1971-2000. En 2020, Météo-France publie une typologie des climats de la France métropolitaine dans laquelle la commune est exposée à un climat méditerranéen et est dans la région climatique Provence, Languedoc-Roussillon, caractérisée par une pluviométrie faible en été, un très bon ensoleillement (2 600 h/an), un été chaud (21,5 °C), un air très sec en été, sec en toutes saisons, des vents forts (fréquence de 40 à 50 % de vents > 5 m/s) et peu de brouillards.
Pour la période 1971-2000, la température annuelle moyenne est de 13,4 °C, avec une amplitude thermique annuelle de 17,1 °C. Le cumul annuel moyen de précipitations est de 763 mm, avec 6,3 jours de précipitations en janvier et 2,9 jours en juillet. Pour la période 1991-2020, la température moyenne annuelle observée sur la station météorologique la plus proche, située sur la commune d'Uzès à 13 km à vol d'oiseau, est de 14,5 °C et le cumul annuel moyen de précipitations est de 809,4 mm,. Pour l'avenir, les paramètres climatiques de la commune estimés pour 2050 selon différents scénarios d'émission de gaz à effet de serre sont consultables sur un site dédié publié par Météo-France en novembre 2022.

### Milieux naturels et biodiversité

#### Espaces protégés
La protection réglementaire est le mode d’intervention le plus fort pour préserver des espaces naturels remarquables et leur biodiversité associée,.
La commune fait également partie des gorges du Gardon, un territoire  reconnu réserve de biosphère par l'UNESCO en 2015 pour l'importante biodiversité qui la caractérise, mariant garrigues, plaines agricoles et yeuseraies,.
Un  autre espace protégé est présent sur la commune : 
les « Costières de Nimes », un terrain acquis (ou assimilé) par un conservatoire d'espaces naturels, d'une superficie de 2 027 ha.

#### Réseau Natura 2000

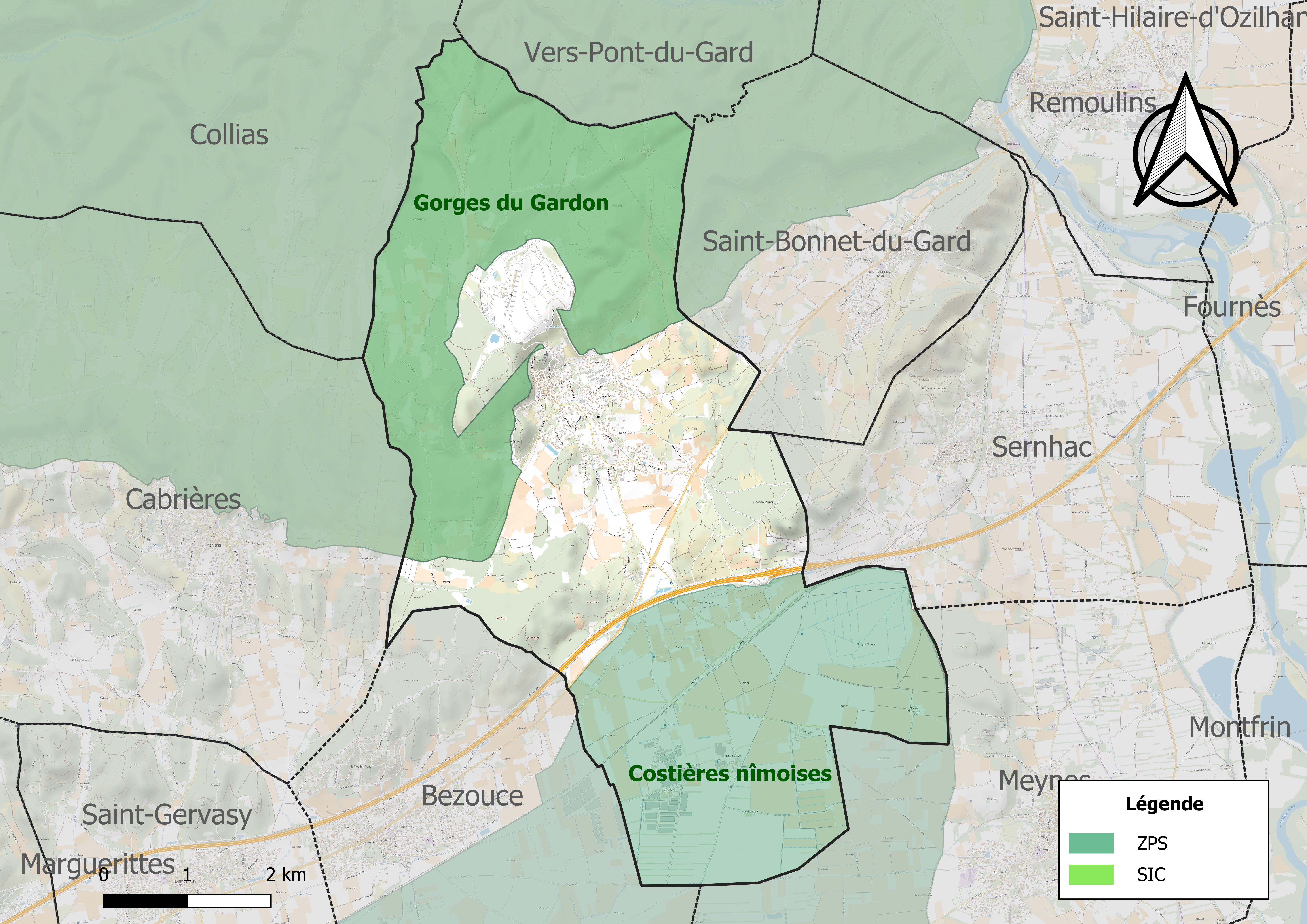
Site Natura 2000 sur le territoire communal.

Le réseau Natura 2000 est un réseau écologique européen de sites naturels d'intérêt écologique élaboré à partir des directives habitats et oiseaux, constitué de zones spéciales de conservation (ZSC) et de zones de protection spéciale (ZPS).
Un site Natura 2000 a été défini sur la commune au titre de la directive habitats :
- « le Gardon et ses gorges », d'une superficie de 7 009 ha, présentant une importante diversité des habitats et des espèces. Les nombreuses grottes permettent d'accueillir une bonne diversité de Chiroptères. Dans les gorges, se trouvent des formations de Chênes verts peu perturbées avec des espèces particulièrement rares (Cyclamen des Baléares)[14]

et deux au titre de la directive oiseaux : 
- les « gorges du Gardon », d'une superficie de 7 024 ha, abritant trois espèces de rapaces remarquables, l'Aigle de Bonelli, le Circaète Jean-le-Blanc et le Vautour percnoptère[15] ;
- les « costières nîmoises », d'une superficie de 13 479 ha, qui accueillait, en 2004, 300 mâles chanteurs, soit 60% des mâles reproducteurs de la région et près du quart des mâles reproducteurs en France[16].

#### Zones naturelles d'intérêt écologique, faunistique et floristique
L’inventaire des zones naturelles d'intérêt écologique, faunistique et floristique (ZNIEFF) a pour objectif de réaliser une couverture des zones les plus intéressantes sur le plan écologique, essentiellement dans la perspective d’améliorer la connaissance du patrimoine naturel national et de fournir aux différents décideurs un outil d’aide à la prise en compte de l’environnement dans l’aménagement du territoire.
Une ZNIEFF de type 1 est recensée sur la commune :
la « plaine de Manduel et Meynes » (9 783 ha), couvrant 15 communes du département et une ZNIEFF de type 2, : 
le « plateau Saint-Nicolas » (15 838 ha), couvrant 16 communes du département.

Carte des ZNIEFF de type 1 et 2 à Lédenon.
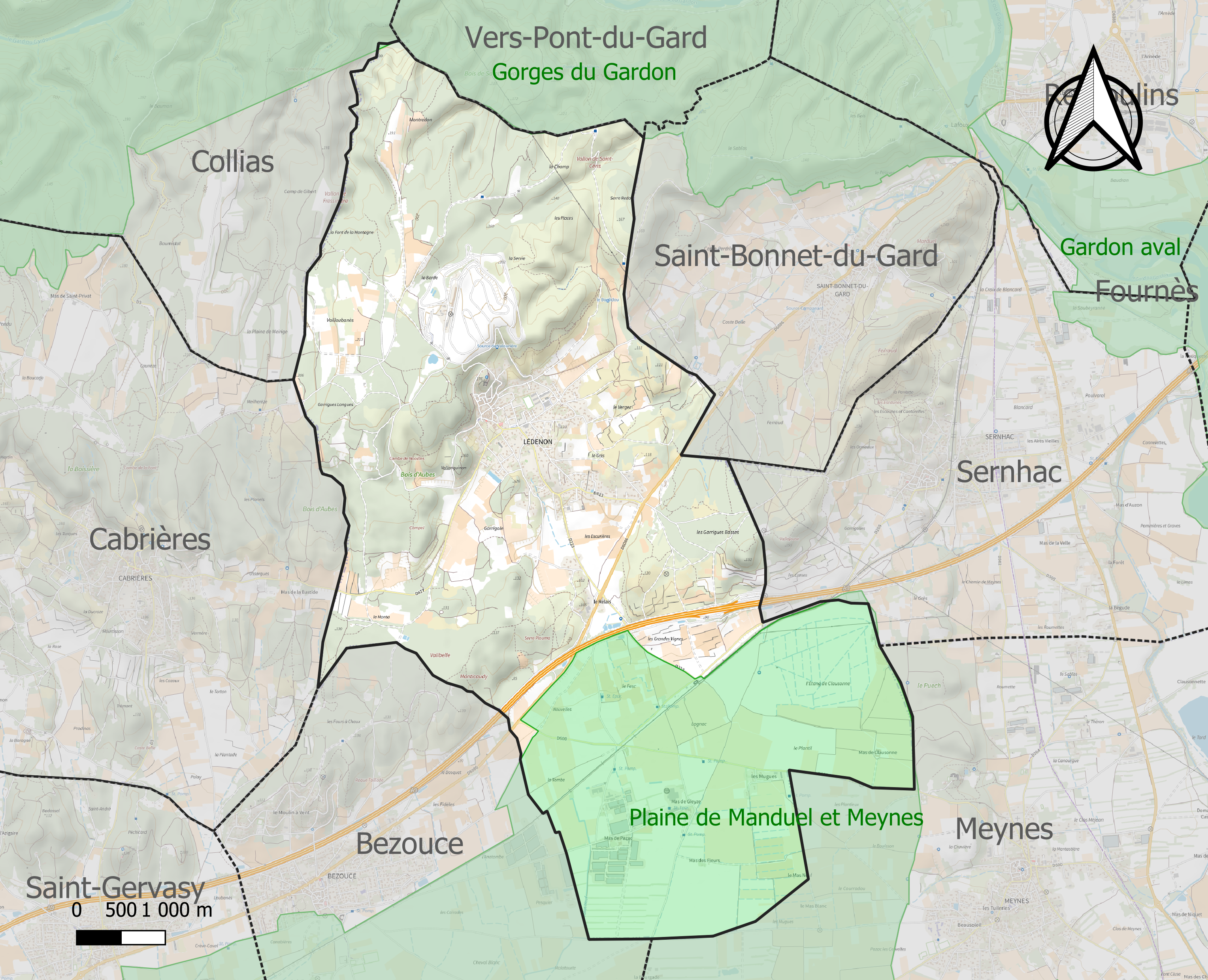
Carte de la ZNIEFF de type 1 sur la commune.
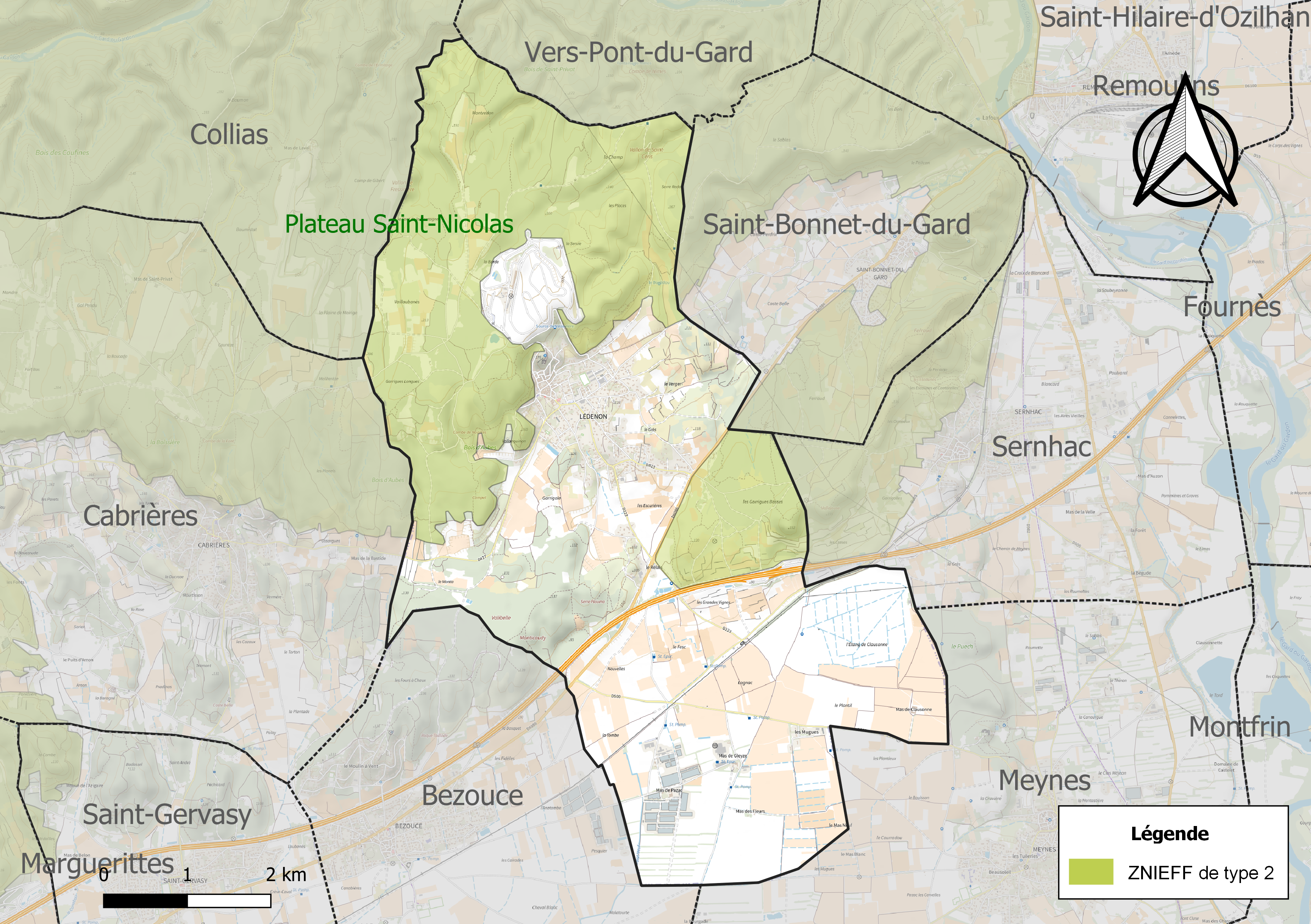
Carte de la ZNIEFF de type 2 sur la commune.

## Urbanisme

### Typologie
Au 1er janvier 2024, Lédenon est catégorisée bourg rural, selon la nouvelle grille communale de densité à sept niveaux définie par l'Insee en 2022.
Elle est située hors unité urbaine. Par ailleurs la commune fait partie de l'aire d'attraction de Nîmes, dont elle est une commune de la couronne,. Cette aire, qui regroupe 92 communes, est catégorisée dans les aires de 200 000 à moins de 700 000 habitants,.

### Occupation des sols
L'occupation des sols de la commune, telle qu'elle ressort de la base de données européenne d’occupation biophysique des sols Corine Land Cover (CLC), est marquée par l'importance des territoires agricoles (50,9 % en 2018), en diminution par rapport à 1990 (54,7 %). La répartition détaillée en 2018 est la suivante : 
cultures permanentes (42,4 %), forêts (33,7 %), zones agricoles hétérogènes (8,5 %), zones urbanisées (5,3 %), milieux à végétation arbustive et/ou herbacée (4,9 %), espaces verts artificialisés, non agricoles (3,1 %), zones industrielles ou commerciales et réseaux de communication (2,1 %). L'évolution de l’occupation des sols de la commune et de ses infrastructures peut être observée sur les différentes représentations cartographiques du territoire : la carte de Cassini (XVIIIe siècle), la carte d'état-major (1820-1866) et les cartes ou photos aériennes de l'IGN pour la période actuelle (1950 à aujourd'hui).

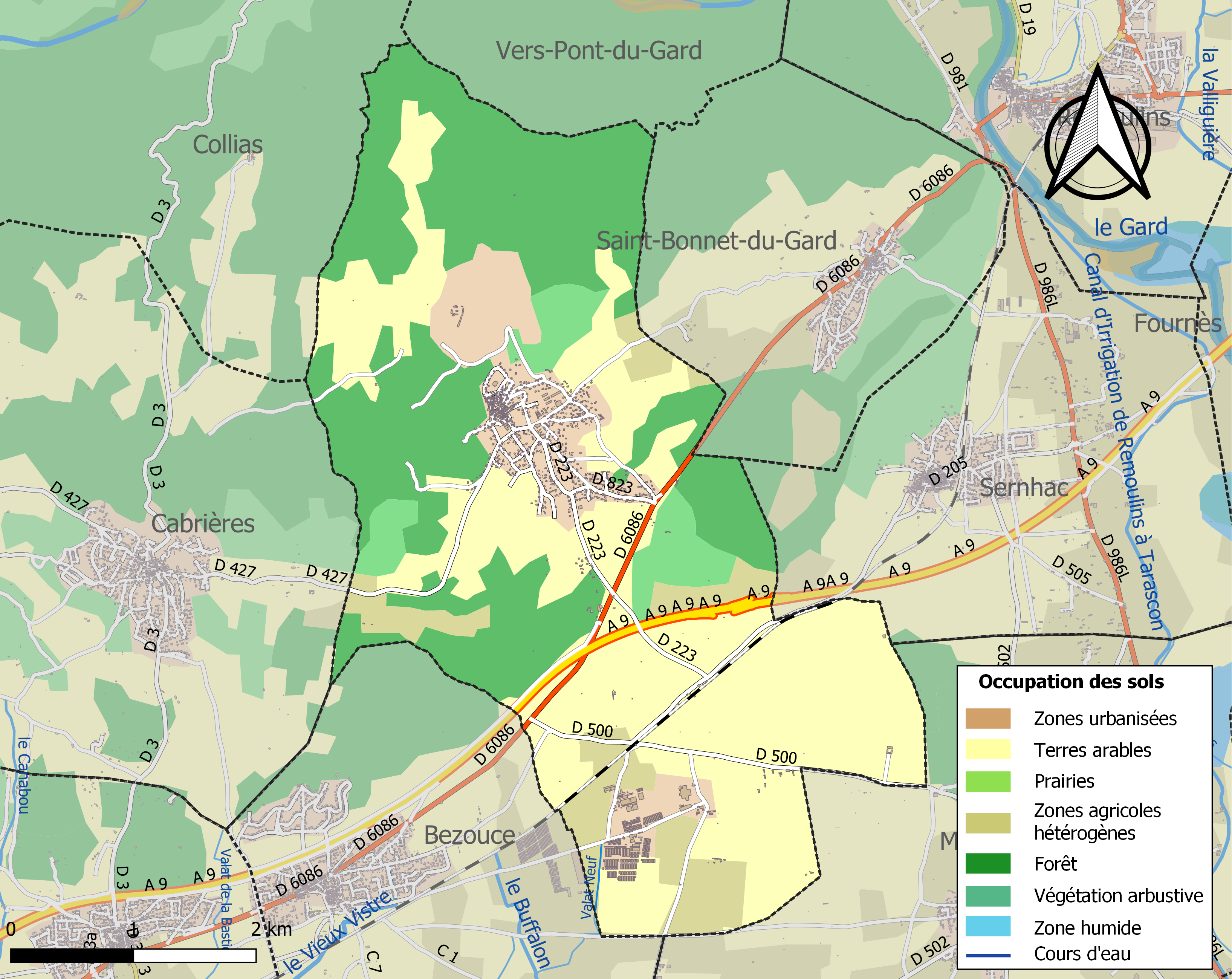
Carte des infrastructures et de l'occupation des sols de la commune en 2018 (CLC).

### Risques majeurs
Le territoire de la commune de Lédenon est vulnérable à différents aléas naturels : météorologiques (tempête, orage, neige, grand froid, canicule ou sécheresse), inondations, feux de forêts et séisme (sismicité modérée). Il est également exposé à un risque technologique,  le transport de matières dangereuses, et à un risque particulier : le risque de radon. Un site publié par le BRGM permet d'évaluer simplement et rapidement les risques d'un bien localisé soit par son adresse soit par le numéro de sa parcelle.

#### Risques naturels
Certaines parties du territoire communal sont susceptibles d’être affectées par le risque d’inondation par débordement de cours d'eau et par une crue torrentielle ou à montée rapide de cours d'eau, notamment La commune a été reconnue en état de catastrophe naturelle au titre des dommages causés par les inondations et coulées de boue survenues en 1982, 1987, 1988, 1990, 1995, 1998, 2002 et 2005,.

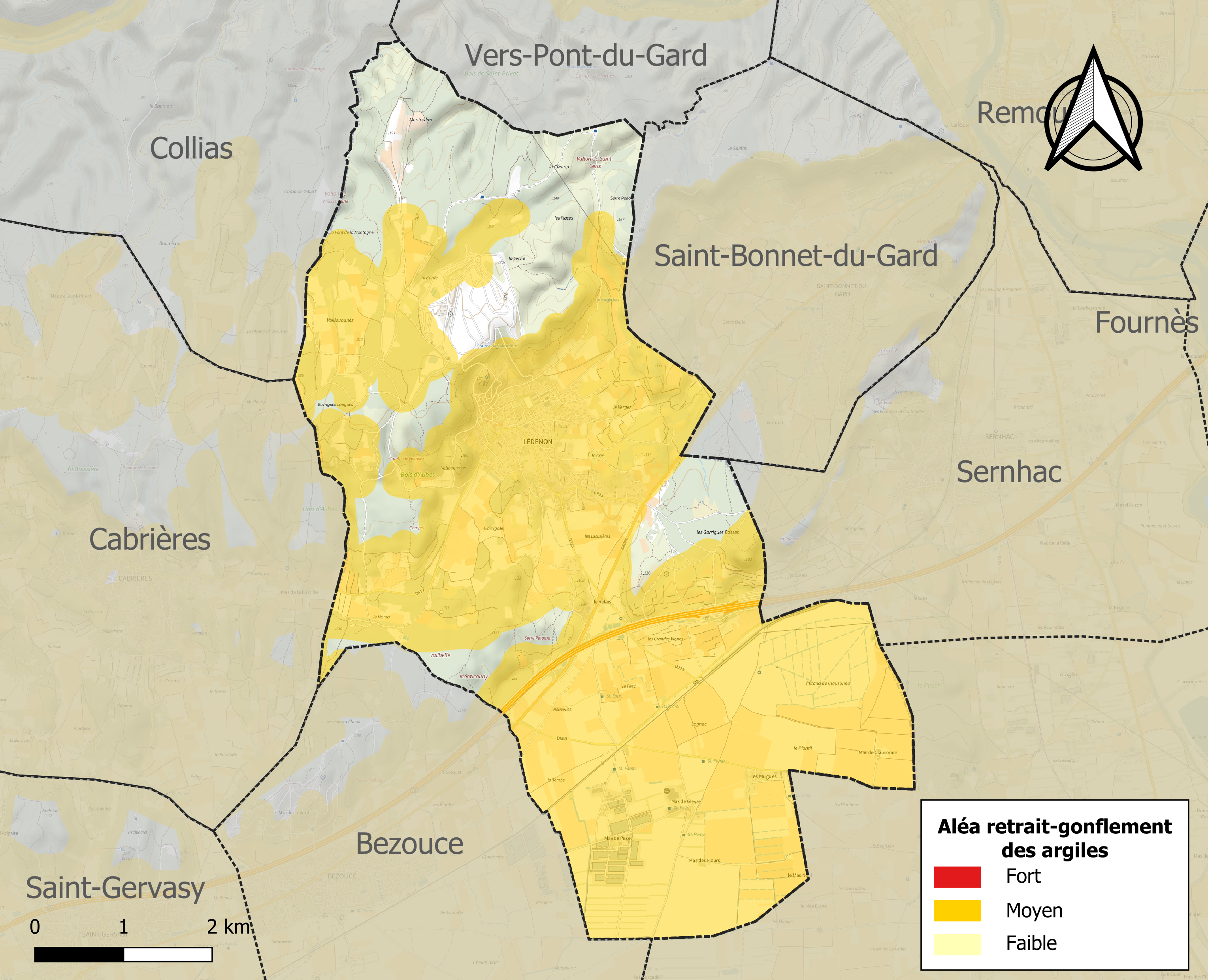
Carte des zones d'aléa retrait-gonflement des sols argileux de Lédenon.

Le retrait-gonflement des sols argileux est susceptible d'engendrer des dommages importants aux bâtiments en cas d’alternance de périodes de sécheresse et de pluie. 77,2 % de la superficie communale est en aléa moyen ou fort (67,5 % au niveau départemental et 48,5 % au niveau national). Sur les 679 bâtiments dénombrés sur la commune en 2019, 675 sont en aléa moyen ou fort, soit 99 %, à comparer aux 90 % au niveau départemental et 54 % au niveau national. Une cartographie de l'exposition du territoire national au retrait gonflement des sols argileux est disponible sur le site du BRGM,.
Par ailleurs, afin de mieux appréhender le risque d’affaissement de terrain, l'inventaire national des cavités souterraines permet de localiser celles situées sur la commune.

#### Risques technologiques
Le risque de transport de matières dangereuses sur la commune est lié à sa traversée par des infrastructures routières ou ferroviaires importantes ou la présence d'une canalisation de transport d'hydrocarbures. Un accident se produisant sur de telles infrastructures est en effet susceptible d’avoir des effets graves au bâti ou aux personnes jusqu’à 350 m, selon la nature du matériau transporté. Des dispositions d’urbanisme peuvent être préconisées en conséquence.

#### Risque particulier
Dans plusieurs parties du territoire national, le radon, accumulé dans certains logements ou autres locaux, peut constituer une source significative d’exposition de la population aux rayonnements ionisants. Certaines communes du département sont concernées par le risque radon à un niveau plus ou moins élevé. Selon la classification de 2018, la commune de Lédenon est classée en zone 2, à savoir zone à potentiel radon faible mais sur lesquelles des facteurs géologiques particuliers peuvent faciliter le transfert du radon vers les bâtiments.

## Toponymie
La première mention du nom du village est Letinnones, inscription retrouvée à Lédenon. Elle provient du nom de la divinité gauloise Letinno qui n'était adorée que dans cette localité, villa Letino en 979,,, Lédenon en 1578. Letinno est l’éponyme de Lédenon au travers de Letinnoni, Ledinnoni, l’évolution phonétique a conduit à Lédenon.
Provençal Ledenoun, du roman Ledenon, du bas latin Ledeno, du latin Letino, Letinno, Letinnones.
Les habitants de Lédenon sont appelés Lédenonais et Lédenonaises.

## Histoire

### Légende
La légende raconte que la ville de Ledenon aurait vécu l'attaque d'un Hydre à 7 têtes à trois reprises ce qui aurait décimé les populations du 14e siècle

### Antiquité
L’installation des hommes sur ce site est en grande partie due à la présence d’une source. C'est une ancienne villa gallo-romaine où les romains installés sur les lieux, pour assécher un étang, construisent un petit aqueduc parallèle à l’aqueduc de Nîmes qui amène l’eau de la fontaine d'Eure à Nîmes.

### Époque moderne
Entre le XVIe et le XVIIIe siècle, le village n’échappe pas aux conflits politiques et religieux. Conflits armés qui se traduisent, notamment, par la destruction partielle de la chapelle et celle quasi-totale du prieuré de Lognac à quelques centaines de mètres dans la plaine.
Les habitants de Lédenon sont les premiers, sur le territoire languedocien, à réaliser entre 1592 et 1597 le dessèchement d'un marais "rendu à goutte et à sec".

### Révolution française et Empire
En 1789, lorsque les terres des nobles et du clergé sont rendues au peuple, le village connaît un véritable essor économique.

### Époque contemporaine
Au XIXe siècle, Lédenon est une commune riche qui en profite pour construire et restaurer des bâtiments.

## Politique et administration

### Liste des maires
| Période                                  | Période  | Identité           | Étiquette    | Qualité |
| ---------------------------------------- | -------- | ------------------ | ------------ | --- |
| 1904                                     | 1944 ?   | Ulysse Mailhan     | Conservateur | Propriétaire-agriculteur Conseiller général du canton de Marguerittes (1925-1940) Nommé membre de la Commission administrative départementale en 1941 Nommé conseiller départemental en 1942 |
| 1952                                     | 1959     | Charles Balazard   |              | |
| avant 1995                               | 2001     | Maurice Clausel    | RPR          | |
| 2001                                     | 2008     | Jean-Marie Fabre   | DVG          | |
| 2008                                     | 2014     | Jean-Pierre Fricon |              | |
| 2014                                     | En cours | Frédéric Beaume    | SE           | Retraité |
| Les données manquantes sont à compléter. |          |                    |              | |

## Population et société

### Démographie
L'évolution du nombre d'habitants est connue à travers les recensements de la population effectués dans la commune depuis 1793. Pour les communes de moins de 10 000 habitants, une enquête de recensement portant sur toute la population est réalisée tous les cinq ans, les populations de référence des années intermédiaires étant quant à elles estimées par interpolation ou extrapolation. Pour la commune, le premier recensement exhaustif entrant dans le cadre du nouveau dispositif a été réalisé en 2005.

En 2022, la commune comptait 1 676 habitants, en évolution de +9,47 % par rapport à 2016 (Gard : +2,97 %, France hors Mayotte : +2,11 %).
| 1793 | 1800 | 1806 | 1821 | 1831 | 1836 | 1841 | 1846 | 1851 |
| ---- | ---- | ---- | ---- | ---- | ---- | ---- | ---- | ---- |
| 541  | 543  | 617  | 704  | 622  | 614  | 638  | 621  | 669  |

| 1856 | 1861 | 1866 | 1872 | 1876 | 1881 | 1886 | 1891 | 1896 |
| ---- | ---- | ---- | ---- | ---- | ---- | ---- | ---- | ---- |
| 662  | 693  | 703  | 691  | 686  | 690  | 661  | 630  | 605  |

| 1901 | 1906 | 1911 | 1921 | 1926 | 1931 | 1936 | 1946 | 1954 |
| ---- | ---- | ---- | ---- | ---- | ---- | ---- | ---- | ---- |
| 561  | 536  | 521  | 437  | 408  | 417  | 406  | 378  | 408  |

| 1962 | 1968 | 1975 | 1982 | 1990 | 1999  | 2005  | 2006  | 2010  |
| ---- | ---- | ---- | ---- | ---- | ----- | ----- | ----- | ----- |
| 396  | 417  | 487  | 780  | 938  | 1 130 | 1 340 | 1 367 | 1 380 |

| 2015  | 2020  | 2022  | - | - | - | - | - | - |
| ----- | ----- | ----- | - | - | - | - | - | - |
| 1 514 | 1 651 | 1 676 | - | - | - | - | - | - |

### Sports

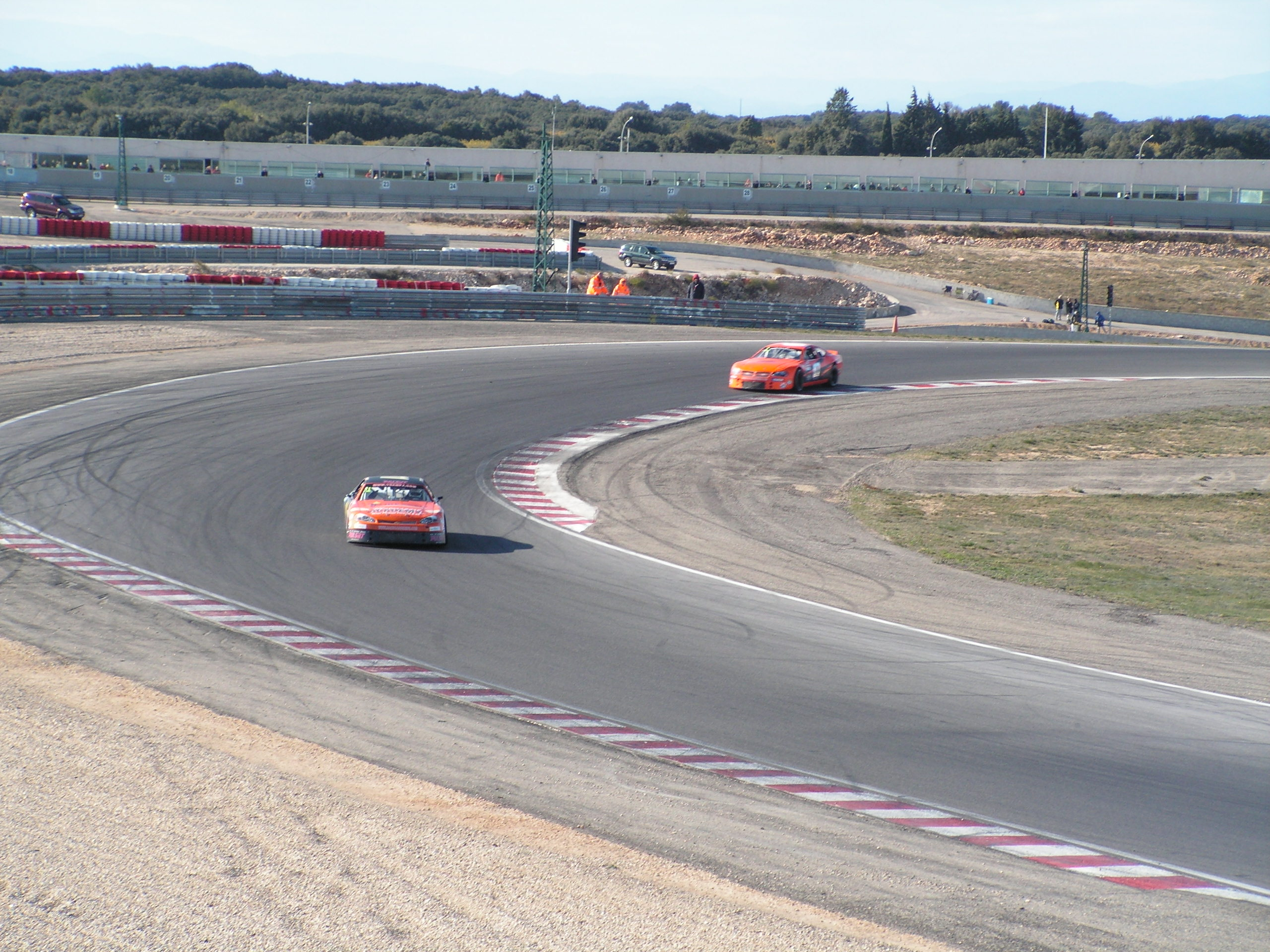
Circuit de Lédenon.

Le circuit de Lédenon est un complexe sportif. Il comprend une piste principale de vitesse ainsi que deux autres pistes mineures et une piste de karting. Le site abrite également un ensemble de bâtiments propres à recevoir des évènements sportifs majeurs.

### Cultes

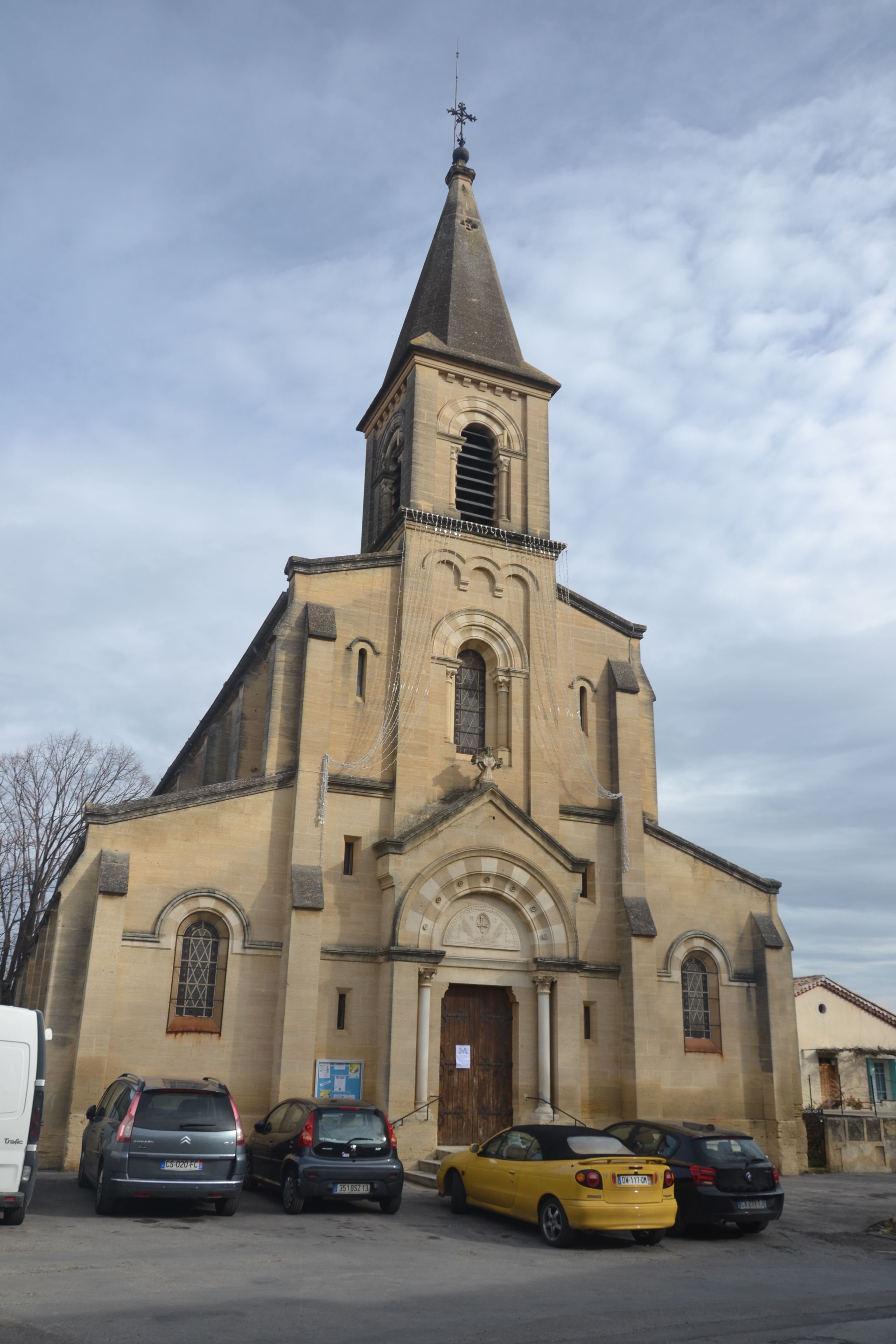
Église de Lédenon.

## Économie

### Revenus
En 2018  (données Insee publiées en septembre 2021), la commune compte 631 ménages fiscaux, regroupant 1 609 personnes. La médiane du revenu disponible par unité de consommation est de 21 470 € (20 020 € dans le département).

### Emploi
|                | 2008   | 2013   | 2018  |
| -------------- | ------ | ------ | ----- |
| Commune        | 9 %    | 11,4 % | 8,4 % |
| Département    | 10,6 % | 12 %   | 12 %  |
| France entière | 8,3 %  | 10 %   | 10 %  |

En 2018, la population âgée de 15 à 64 ans s'élève à 1 012 personnes, parmi lesquelles on compte 78 % d'actifs (69,6 % ayant un emploi et 8,4 % de chômeurs) et 22 % d'inactifs,. En  2018, le taux de chômage communal (au sens du recensement) des 15-64 ans est inférieur à celui de la France et du département, alors qu'en 2008 il était supérieur à celui de la France.
La commune fait partie de la couronne de l'aire d'attraction de Nîmes, du fait qu'au moins 15 % des actifs travaillent dans le pôle,. Elle compte 321 emplois en 2018, contre 282 en 2013 et 269 en 2008. Le nombre d'actifs ayant un emploi résidant dans la commune est de 720, soit un indicateur de concentration d'emploi de 44,5 % et un taux d'activité parmi les 15 ans ou plus de 61,9 %.
Sur ces 720 actifs de 15 ans ou plus ayant un emploi, 125 travaillent dans la commune, soit 17 % des habitants. Pour se rendre au travail, 90,2 % des habitants utilisent un véhicule personnel ou de fonction à quatre roues, 2,5 % les transports en commun, 4,2 % s'y rendent en deux-roues, à vélo ou à pied et 2,9 % n'ont pas besoin de transport (travail au domicile).

### Activités hors agriculture

#### Secteurs d'activités
126 établissements sont implantés  à Lédenon au 31 décembre 2019. Le tableau ci-dessous en détaille le nombre par secteur d'activité et compare les ratios avec ceux du département,.
| Secteur d'activité                                                                                        | Commune | Commune | Département |
| Secteur d'activité                                                                                        | Nombre  | %       | %           |
| --- | ------- | ------- | ----------- |
| Ensemble                                                                                                  | 126     |         |             |
| Industrie manufacturière, industries extractives et autres                                                | 12      | 9,5 %   | (7,9 %)     |
| Construction                                                                                              | 32      | 25,4 %  | (15,5 %)    |
| Commerce de gros et de détail, transports, hébergement et restauration                                    | 44      | 34,9 %  | (30 %)      |
| Information et communication                                                                              | 3       | 2,4 %   | (2,2 %)     |
| Activités financières et d'assurance                                                                      | 3       | 2,4 %   | (3 %)       |
| Activités spécialisées, scientifiques et techniques et activités de services administratifs et de soutien | 12      | 9,5 %   | (14,9 %)    |
| Administration publique, enseignement, santé humaine et action sociale                                    | 10      | 7,9 %   | (13,5 %)    |
| Autres activités de services                                                                              | 10      | 7,9 %   | (8,8 %)     |

Le secteur du commerce de gros et de détail, des transports, de l'hébergement et de la restauration est prépondérant sur la commune puisqu'il représente 34,9 % du nombre total d'établissements de la commune (44 sur les 126 entreprises implantées  à Lédenon), contre 30 % au niveau départemental.

#### Entreprises et commerces
Les deux entreprises ayant leur siège social sur le territoire communal qui génèrent le plus de chiffre d'affaires en 2020 sont : 
- Lletico, programmation informatique (1 k€)
- Cap Invest, activités des sociétés holding (1 k€)

### Agriculture
La commune est dans les Garrigues, une petite région agricole occupant le centre du département du Gard. En 2020, l'orientation technico-économique de l'agriculture  sur la commune est la viticulture.
|               | 1988 | 2000 | 2010 | 2020 |
| ------------- | ---- | ---- | ---- | ---- |
| Exploitations | 61   | 37   | 23   | 12   |
| SAU (ha)      | 860  | 798  | 481  | 506  |

Le nombre d'exploitations agricoles en activité et ayant leur siège dans la commune est passé de 61 lors du recensement agricole de 1988  à 37 en 2000 puis à 23 en 2010 et enfin à 12 en 2020, soit une baisse de 80 % en 32 ans. Le même mouvement est observé à l'échelle du département qui a perdu pendant cette période 61 % de ses exploitations,. La surface agricole utilisée sur la commune a également diminué, passant de 860 ha en 1988 à 506 ha en 2020. Parallèlement la surface agricole utilisée moyenne par exploitation a augmenté, passant de 14 à 42 ha.

## Culture locale et patrimoine

### Édifices civils

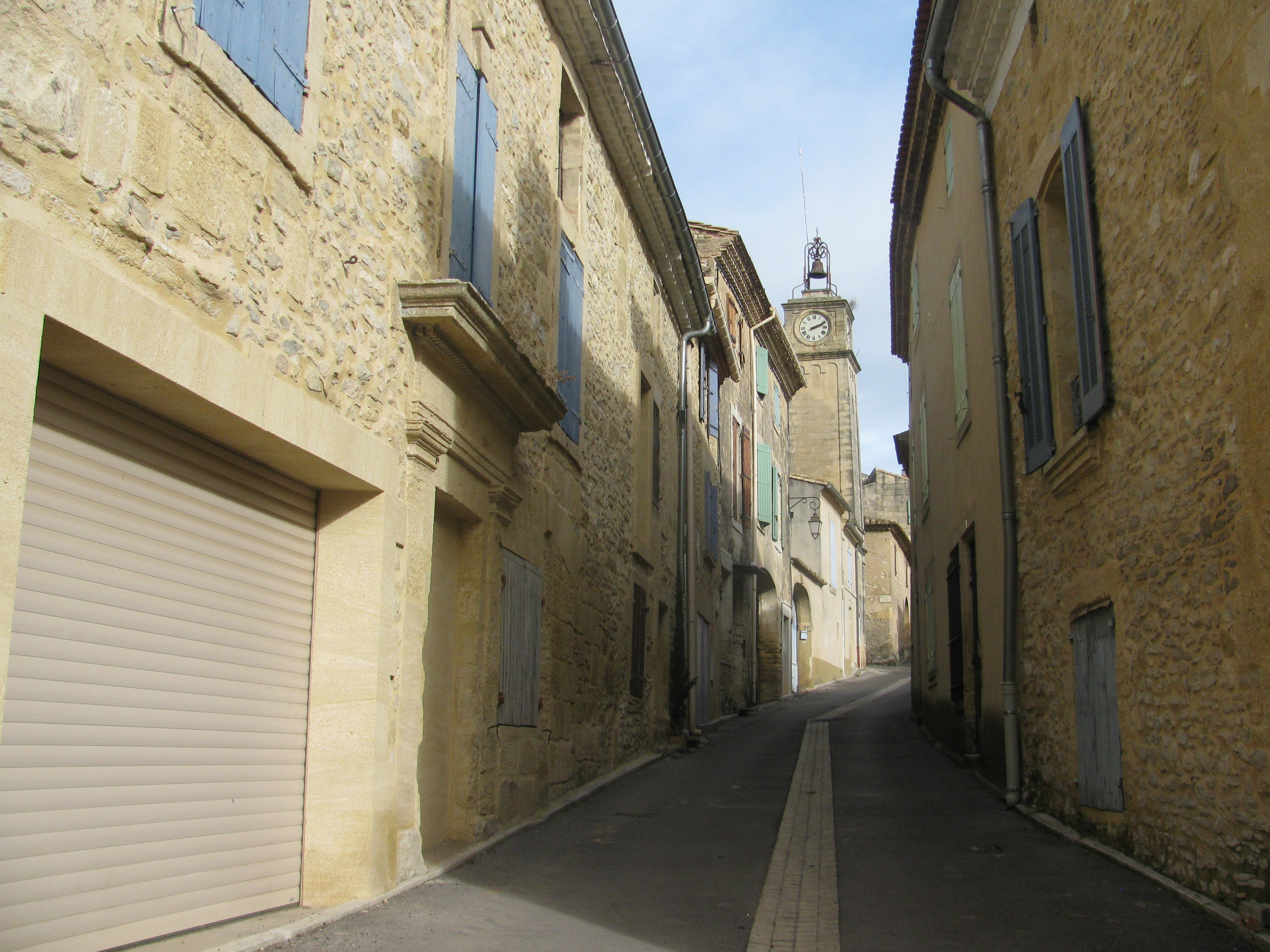
Tour de l'horloge et son campanile.

- Aqueduc de Nîmes, site archéologique Gallo-romain  Inscrit MH (1998)[43]. Les vestiges archéologiques de l'aqueduc de Nîmes et les parcelles traversées ou bordées par son tracé. Importance capitale dans la connaissance architecturale et technique des aqueducs romains. Son lien avec la cité de Nîmes et son histoire étroitement liée à celle du terroir qu'il traverse.
- Château des XIIe, XIIIe, XVe et XVIIIe siècles  Inscrit MH (1990)[44]. Restes, y compris le sol et les remparts, château-fort conservant une salle voûtée d'ogives du XIIIe siècle et le donjon.
- Villa solaire Gosselin  Inscrit MH (2011)[45].
- Tour de l'horloge et son campanile.

### Édifices religieux
L’église Saint-Cyr-et-Sainte-Julitte était à l’origine une petite chapelle de style roman, accolée aux remparts du village. Elle fut fortement endommagée pendant les conflits religieux et politiques puis réparée entre le XVIIe et le XVIIIe siècle. Le clocher est le seul élément qui date de cette époque, le reste de la construction a été fait au XIXe siècle.

### Personnalités liées à la commune
- Jacques Favre de Thierrens, peintre et as de la Première Guerre mondiale. Lors de l'invasion de la zone libre, il cache dans sa maison de Lédenon des documents des services secrets français.

## Héraldique
| Blason de Lédenon | Blason  | D'azur aux trois pals d'or, au chef cousu de gueules chargé de trois hydres de sept têtes aussi d'or. |
| Blason de Lédenon | Détails | Le statut officiel du blason reste à déterminer.                                                      |